# Topo La Reinosa
El Topo La Reinosa es una formación de montaña ubicada en el extremo norte del estado Guárico, Venezuela. A una altitud promedio entre 1243 m s. n. m. y 1.245 m s. n. m., es una de las montañas más altas en Guárico.

## Ubicación
El Topo La Reinosa está ubicado en el corazón de una región montañosa conocida como La Llanada, en la punta noroeste del Municipio Ortiz, al sur de la carretera Agua Hedionda-Vallecito, al oeste de San Juan de los Morros y sur del Lago de Valencia. Hacia el oeste se continúa con el Pico Platillón y hacia el sur con el Topo La Cruz, la fila La Glorieta y el Topo Paraparo.

## Geología
El Topo La Reinosa se asienta sobre una peculiar formación geológica conformada por estratos que contienen rocas del Paleoceno. Estas son de tipos calcáreos y argiláceos, con predominancia de depósitos flysch, que son facies rocosas sedimentarias compuestas por una alternancia rítmica de capas de rocas duras como la caliza intercaladas con otras más blandas como las arcillas.